# Mia Michaels
Pour les articles homonymes, voir Michaels.
Mia Michaels (née le 22 février 1966) est une chorégraphe américaine et juge à l'émission de télévision So You Think You Can Dance.

## Biographie
Mia Michaels est née à Coconut Grove, en Floride, dans une famille de danseurs. Elle étudie la danse jazz, les claquettes et le ballet à partir de trois ans avec son père, Joe Michaels. Elle suit une formation classique au conservatoire de Miami.
Mia est également formée à New York avec tous les grands du jazz et étudie à Interlochen Arts, puis à Jacobs Pillow.
Elle a travaillé avec Tom Cruise, Céline Dion, Gloria Estefan, Madonna, Ricky Martin, Prince et Catherine Zeta-Jones.
En 2005, elle chorégraphie Delirium, la tournée mondiale du Cirque du Soleil, et A New Day de Céline Dion.